# Alexander Muno
Alexander Muno (* 1979 in Saarburg bei Trier) ist ein deutscher Komponist.

## Leben
Früheste kompositorische Versuche reichen in sein sechstes Lebensjahr zurück. In den Jahren 1997 und 1998 nahm er am Internationalen Jugendfestspieltreffen (Festival junger Künstler) in Bayreuth teil, wo er Kompositionskurse von Tobias PM Schneid besuchte. In den Jahren 1999 und 2000 besuchte Alexander Muno zwei Semester lang die Analyseseminare von Theo Brandmüller an der Hochschule des Saarlandes für Musik und Theater in Saarbrücken. Im Oktober 2000 nahm er ein Kompositionsstudium an der Hochschule für Musik Würzburg auf, wo er bis Sommer 2008 in der Meisterklasse von Heinz Winbeck war. Daneben studierte er die Fächer Musikwissenschaft, Kunstgeschichte und Philosophie an der Bayerischen Julius-Maximilians-Universität zu Würzburg.
Den Winter 2006/2007 verbrachte Muno als Stipendiat des Bayerischen Staatsministeriums für Wissenschaft, Forschung und Kunst an der Cité Internationale des Arts, Paris. Auftragswerke entstanden unter anderem für das Festival young.euro.classic/Europäischer Musiksommer Berlin, den Heidelberger Frühling, die Kasseler Musiktage, den Kissinger Sommer, die Bayerische Staatsoper München, das Theater Heidelberg, das Landestheater Detmold, das Orchester der Deutschen Oper Berlin, das Berkeley Symphony Orchestra und für das Philharmonische Staatsorchester Hamburg.

## Preise
- 2004 Komponistenwerkstatt der Hamburgischen Staatsoper
- 2005 Finalist beim Concours Musical Reine Elisabeth, Brüssel
- 2006 Förderpreis des Ernst von Siemens Musikpreises[3]
- 2007 Bayerischer Kunstförderpreis[4]
- 2009 Stipendium der Wilfried-Steinbrenner-Stiftung
- 2011 Finalist des Concours Pablo Casals, Prades
- 2011 Finalist des Premio Reina Sofía, Madrid
- 2013 2. Preis des Günter-Bialas-Kompositionswettbewerbes, München
- 2013 2. Preis des Wettbewerbes um den Hindemith-Preis
- 2013 Stipendium der Wilfried-Steinbrenner-Stiftung
- 2014 Preis des Giselher-Klebe-Wettbewerbes, Detmold
- 2014 Finalist des Uuno-Klami-Wettbewerbes, Sonderpreis der Stadt Kotka

## Werke
Bühnenwerke
- Du Carnet d’un Damné Mystère scénique en cinq tableaux d’après Arthur Rimbaud (2002/2003)
- Vom Meer Oper in drei Akten von Francis Hüsers nach Henrik Ibsens Schauspiel Fruen fra havet (2006–2010)
- Sogno d'un mattino di primavera Poema tragico di Gabriele D’Annunzio (2014/2015)

Orchesterwerke
- Semiramis für Kammerorchester (2001)
- Fehler.Rosenideal Konzert für Violine und Orchester (2005)
- La Mer en extase sous mes yeux für Orchester (2007)
- Ophelia nach Texten von Wolfgang Hilbig und Arthur Rimbaud für 3 Sopranstimmen und großes Orchester (2007)
- Amid the chanted joy Five sonnets by Elizabeth Barrett-Browning, for mezzo-soprano and orchestra (2008)
- wie aus Fleisch und Blüten; an Lovis Corinth für Klavier und Orchester (2009)
- Martialis Epigrammata für Bariton und Orchester (2013)
- Turmwächtermusik für Orchester (2013)
- Havelschilf-Spinnerei; an Arno Holz für Orchester (2016)

Kammermusik
- Noctes pompeianae 1. Streichquartett (1998)
- SPRUCH an Bertold Hummel für zwei Klaviere (2000)
- Venedig, 23.7.1912 , 2. Streichquartett (2002)
- Natura morta 3. Streichquartett (2002/2003)
- Traumnovelle, in profundum 4. Streichquartett (2003/2004)
- Fragments d’un amour inachevé, 5. Streichquartett (2007)
- und meine Seel ein weites Meer für Violine, Violoncello und Klavier (2002)
- Versuch über die Apathie der Sterne  für Violoncello solo (2002)
- Traum(-los-)gebrochene Scherben Canto für Gomes Eannes de Palencia und Gustav Anias Horn für Violoncello und Klavier (2003)
- Le liquide violet, glacé et âcre für Violine und Klavier (2008)
- wie in Spiegel Blickende; an Borges für Klarinette, Viola und Klavier (2009)
- Logbuch (Sphinxengaleere) für Ensemble (2009)
- gläserne Dämpfe, Plastikblumen  für Klarinette, Viola, Violoncello und Klavier (2010)
- die krafft-gänge der sternen für Viola und Klavier (2012)
- Stilleben; still-born blossoms, fruits & thorns für Viola, Violoncello und Klavier (2012)
- schwarzer Sand, gesprungenes Stundenglas für Altsaxophon, Violine und Klavier (2013)
- im solaren Restaurant, zergehend für Violine, Violoncello und Klavier (2015)
- ein Wind die Orangengerüche; an Platen für Flöte, Violine, Viola, Violoncello und Harfe (2017)

Singstimme und Klavier
- Trois chants, Poèmes de Charles Baudelaire für Sopran und Klavier (2005/2006)
- Four Songs für Sopran und Klavier (2006)
- Drei Lieder Gedichte von Eduard Mörike für Mezzosopran und Klavier (2009)
- Auf meines Kindes Tod Gedichte von Joseph von Eichendorff für Bariton und Klavier (2010)
- Leuchttürme Gedichte von Simon Trautmann für Tenor und Klavier (2010)
- Cleopatra Four states of a shakespearean character, für Sopran und Klavier (2012)
- The Dream/Twicknam Garden Zwei Gedichte von John Donne für Bariton und Klavier (2012)
- Wendezeit Ein Kindheitsalbum für Sopran und Klavier (2014)
- Seks Digte af Gustaf Munch-Petersen für Tenor und Klavier (2015)
- Vier Grabschriften von Nelly Sachs für Sopran und Klavier (2016)